# Aidant familial
Pour un article plus général, voir Aidant naturel.
En matière sociale en France, une personne est considérée comme aidant familial lorsqu'elle s'occupe quotidiennement d'un proche dépendant, handicapé ou malade et quel que soit son âge. Il peut s'agir d'un membre de la famille, d'un ami, d'un voisin… Le terme d'aidant « caractérise une personne aidante, mais qui se différencie des professionnels de l'aide et du soins. 
Cet article est relatif aux aidants adultes, en complément de l'article jeune aidant consacré aux aidants de moins de 18 ans.
La valorisation des aidants s'inscrit dans les problématiques du  care ».
Le Collectif inter-associatif d’aide aux aidants familiaux (CIAAF) définit un aidant comme « la personne qui vient en aide à titre non professionnel, pour partie ou totalement, à une personne dépendante de son entourage, pour les activités quotidiennes. Cette aide régulière peut être prodiguée de façon permanente ou non. Cette aide peut prendre plusieurs formes ».
On parle également de proche aidant, d'aidant naturel, informel, familier ou d'entraidant.

## Population des aidants

### Statistiques générales
Les caractéristiques de l’aidant en France ont notamment été précisées à l'aide de plusieurs enquêtes (par exemple l'enquête européenne Share, l’enquête HID et le volet aidants de l’enquête Handicap Santé). Les chiffres ci-dessous proviennent du Rapport d'activité 2011 de la Caisse Nationale de Solidarité pour l'Autonomie.
- 8,3 millions de personnes de 16 ans ou plus aident de façon régulière et à domicile un ou plusieurs de leurs proches pour raison de santé ou d’un handicap. 57 % d’entre eux sont des femmes.
- Les aidants sont conjoints pour 44 %, parents pour 13 % dont la mère pour 12 %, enfants pour 21 % dont la fille pour 14 %
- Les amis, voisins et autres proches représentent 21 % de l’ensemble
- Pour 82 % des personnes aidées de 5 à 24 ans, l’aidant principal est la mère, pour 6 % il s’agit du père
- Pour les personnes aidées de 25 à 59 ans, la mère est l’aidant principal dans 15 % des cas, le père dans 2 % des cas
- 11 % des aidants ont moins de 30 ans
- 32 % ont entre 30 et 49 ans
- 23 % ont entre 50 et 59 ans
- 24 % ont entre 60 et 74 ans
- 10 % des aidants sont âgés de 75 ans et plus
- La moitié des aidants vivent avec le proche aidé, l’autre moitié ne cohabite pas avec la personne, ce qui influe sur la nature de l’aide apportée (plus diversifiée pour les aidants cohabitants).
- Dans 23 % des cas la personne aidée bénéficie de l'accompagnement d'un professionnel et de l'aide d'un aidant proche (aide mixte).

Ces données montrent que la question des aidants est un véritable sujet de société, car il nous concerne ou nous concernera tous à un moment de notre vie
Les enfants mineurs peuvent être eux aussi considérés comme aidant familial. Les statistiques manquent pour estimer leur nombre. Ils seraient 500 000 en France (en 2016) à aider un parent malade .
On en dénombre en France en 2019 - selon la grande variété des situations que la notion d'aidant recouvre - près de 11 millions,.

### Statistiques sur la maladie d'Alzheimer et la maladie de Parkinson
- 70 % des époux et 50 % des enfants d'une personne souffrant de la maladie d'Alzheimer lui consacrent plus de 6 heures par jour[7].
- 24 % des aidants – et 54 % s’il s’agit d’enfants d'une personne malade d'Alzheimer – doivent réaménager leur activité professionnelle[7].
- 20 % des aidants naturels d'une personne atteinte de la maladie d'Alzheimer déclarent différer, voire renoncer à une consultation, une hospitalisation ou un soin pour eux-mêmes par manque de temps[7],[8].
- 37 % des conjoints de greffés jugent négatif l’impact de la pathologie et de sa prise en charge sur les activités sportives et de loisir du patient. Ce même constat est exprimé par plus de 61 % des proches de dialysés. Cet impact semble moins important sur les activités sociales (respectivement 22 % et 42 %)[9].
- Le conjoint d'une personne malade de Parkinson lui consacre en moyenne 8 heures par jour[10].
- 52 % des conjoints de personne souffrant de la maladie de Parkinson limitent les sorties du domicile sans le patient[10].
- 47 % des conjoints parkinsoniens font chambre à part ou utilisent des lits jumeaux, 46 % ont recours à une aide à domicile[10].

## Politique et mesures publiques
En 2006, le Haut Conseil de la Santé Publique consacre un dossier complet à la question des personnes âgées en situation de dépendance, coordonné par Sandrine Chambaretaud, où la question des aidants familiaux est traitée par la sociologue Simone Pennec, qui consacre son travail à la thématique du vieillissement.
On distingue différents types de soutien pour les aidants :
- l'accompagnement des aidants "pour qu'ils puissent avant tout rester des mères et des pères, des conjoints, des conjointes, des filles et des fils, des frères et des sœurs"[2], mais également des travailleurs, des sportifs... autrement dit qu'ils maintiennent leur personnalité, leur vie sociale et familiale au-delà de leur statut d'aidant
- le soutien aux aidants dans la mesure où ils représentent une part essentielle dans l'accompagnement à la personne aidée. Il peut s'agir de soutien individuel ou collectif, de formations...

De nombreuses structures locales peuvent donner des renseignements aux aidants telles que le Conseil général, les mairies, les CCAS, les CLIC, les associations par type de pathologie...
Les aidants sont confrontés à des difficultés (manque de temps pour eux, isolement, besoin de connaissances techniques) qui, si elles ne sont pas reconnues, peuvent mener à des situations d'épuisement, voire de maltraitance. L'épuisement est en effet une des principales causes de maltraitance au sein de la famille des personnes âgées ou handicapées.
En mai 2012, l'Institut de Recherche et de Documentation en économie de la Santé mettait en avant
- le rôle prépondérant de l'aidant dans la délivrance de l’aide et dans l’accompagnement des personnes âgées en perte d’autonomie en Europe
- le constat que l'accompagnement des aidants constitue une des composantes essentielles de la prise en charge des personnes âgées dépendantes
- l'absence de politique d’aide aux aidants "répondant aux besoins et attentes des aidants tout en s’insérant dans la politique globale d’aide aux personnes âgées en perte d’autonomie (à l'exception des pays pas)"[12]

Le projet de loi relatif à l'adaptation de la société au vieillissement de sa population, adopté en conseil des ministres le 3 juin 2014, prévoit un droit au répit pour certains aidants : dans le cadre de l'Allocation Personnalisée d'Autonomie (APA), il est proposé un répit pour les aidants, dont le financement peut atteindre 500 € par an. 

## Concilier vie d'aidant et vie professionnelle
47 % des aidants occupent un emploi (ou sont apprentis). 36 % des aidants évoquent un impact négatif sur leur vie professionnelle. Ainsi, 89% considèrent que la responsabilité d'un proche constitue une source de stress et d'anxiété lorsqu'ils sont au travail, 66% estiment que cela nuit à leur efficacité, et 35% que cela complique l'évolution de leur carrière. 26 % des aidants travaillant ou ayant déjà travaillé ont déjà pris des congés pour assurer leur rôle. 15 % ont fait des aménagements dans leur vie professionnelle, dont 65 % ont changé leurs horaires de travail et 36 % les ont réduits. 97 % des salariés aidants s'occupent de leurs problématiques personnelles au travail : la moitié y consacre au moins une heure par semaine, et 18 % y accordent même plus de trois heures .
L’aidant en emploi arbitre entre son temps de travail, son temps d’aide et ses loisirs.
Des travaux mettent en avant la nécessité pour les entreprises de se saisir de l'enjeu car avec le vieillissement de la population et l'allongement de la durée d'activité, de plus en plus de salariés seront conduits à concilier leur vie professionnelle avec des responsabilités d'aidant d'un parent âgé. Par ailleurs, les salariés sont eux-mêmes en majorité (61%) en demande de soutien de la part de leur entreprise.
On constate qu'au-delà d’une certaine quantité d’aide, il existe une réduction du temps de travail, qui s'accompagne d’une réduction du taux de salaire, les aidants renonçant à certaines opportunités professionnelles et acceptant des emplois moins rémunérés. Mais la réduction de l’activité professionnelle ne doit pas être confondue avec une sortie du marché du travail, qui peut cependant constituer un risque. En général, l’aidant ne souhaite en effet pas ne plus avoir d’activité professionnelle, à laquelle il est très attaché. Ce travail représente en effet une protection. En conséquence, l’ajustement de l’aide se réalise principalement sur les temps familiaux et sociaux. Le loisir et le temps passé auprès des enfants et du conjoint se réduisent.
Pourtant, l'investissement des mères auprès de leur enfant en situation de handicap, mais aussi des filles auprès de leurs parents âgés, se fait souvent au détriment de leur participation au marché du travail et donc au risque d’une exclusion sociale. La dimension du genre ne doit donc pas être négligée dans l’analyse des situations d’aide.
Des congés ont été créés pour permettre aux aidants de s'occuper à temps pleins de leur proche pendant un temps. Il s'agit du congé de soutien familial et du congé de solidarité familiale. Ces congés ne sont pas rémunérés, ce qui représente une difficulté pour de nombreux aidants ne pouvant pas se permettre financièrement de prendre ces congés. Ils doivent alors demander un dédommagement financier à leur proche ou devenir leur salarié lorsque la situation le leur permet. Le 30 septembre 2019, le gouvernement a cependant annoncé qu'il souhaite expérimenter à partir d'octobre 2020, et pour deux ans, l'indemnisation du congé proche aidant à hauteur de 43,52 euros par jour pour une personne en couple, 52 pour une personne isolée.
La précarité sociale des aidants familiaux a été dénoncée à plusieurs reprises auprès du gouvernement, notamment par Laura Julia Fiquet. Le 15 septembre 2016, elle est reçue au ministère du Travail et s'entretient avec la directrice de cabinet de Myriam El Khomri. Elle lui remet plusieurs propositions de loi : 
- ouvrir des droits au chômage pour les aidants familiaux dès lors que l'aidé est pris en charge à temps plein et l'accompagnement à la réinsertion professionnelle ;
- favoriser le retour à l'emploi des aidants en leur accordant l'accès prioritaire au même niveau que les personnes handicapées. Elle évoque la notion de handicap par procuration ;
- favoriser l'accompagnement à la création d'entreprise à domicile, ce qui permettrait aux aidants familiaux qui le souhaitent de pouvoir s'occuper de leurs proches handicapés tout en construisant progressivement leurs propres emplois.

## Situation juridique de l'aidant
L'aidant n'a pas de statut juridique à proprement parler. Cependant des éléments présentés ci-dessous permettent de cerner les différentes situations dans lesquelles l'aidant est caractérisé juridiquement.
- Aidant familial

À l’heure actuelle seul l’aidant familial de la personne handicapée est caractérisé dans l’article R245-7 du Code l’action sociale et des familles :
« Est considéré comme un aidant familial, pour l'application de l'article L. 245-12, le conjoint, le concubin, la personne avec laquelle le bénéficiaire a conclu un pacte civil de solidarité, l'ascendant, le descendant ou le collatéral jusqu'au quatrième degré du bénéficiaire, ou l'ascendant, le descendant ou le collatéral jusqu'au quatrième degré de l'autre membre du couple qui apporte l'aide humaine définie en application des dispositions de l'article L. 245-3  du présent code et qui n'est pas salarié pour cette aide. »
L’article L248-1 du CASF précise également : « Des décrets en Conseil d'État définissent les modalités de formation qui peuvent être dispensées aux aidants familiaux, aux bénévoles associatifs et aux accompagnateurs non professionnels intervenant auprès de personnes handicapées. »
En 2023, la Cour de cassation a apporté des précisions sur la notion d'aidant familial, tout en soulignant l’hétérogénéité des statuts des aidants en droit de l’action sociale et médico-sociale puisque, selon elle, les aidants d'une personne en situation de handicap ou d'une personne âgée n'ont pas accès à la même reconnaissance juridique.
- Aidant naturel

La notion d’aidant naturel est évoquée à l’article L1111-6-1 du Code de la santé publique :
« Une personne durablement empêchée, du fait de limitations fonctionnelles des membres supérieurs en lien avec un handicap physique, d'accomplir elle-même des gestes liés à des soins prescrits par un médecin, peut désigner, pour favoriser son autonomie, un aidant naturel ou de son choix pour les réaliser. 
La personne handicapée et les personnes désignées reçoivent préalablement, de la part d'un professionnel de santé, une éducation et un apprentissage adaptés leur permettant d'acquérir les connaissances et la capacité nécessaires à la pratique de chacun des gestes pour la personne handicapée concernée. Lorsqu'il s'agit de gestes liés à des soins infirmiers, cette éducation et cet apprentissage sont dispensés par un médecin ou un infirmier. 
Les conditions d'application du présent article sont définies, le cas échéant, par décret. » 
- Personne de confiance

La notion de personne de confiance est précisée à l’article L1111-6 du Code la santé publique :
« Toute personne majeure peut désigner une personne de confiance qui peut être un parent, un proche ou le médecin traitant, et qui sera consultée au cas où elle-même serait hors d'état d'exprimer sa volonté et de recevoir l'information nécessaire à cette fin. Cette désignation est faite par écrit. Elle est révocable à tout moment. Si le malade le souhaite, la personne de confiance l'accompagne dans ses démarches et assiste aux entretiens médicaux afin de l'aider dans ses décisions. 
Lors de toute hospitalisation dans un établissement de santé, il est proposé au malade de désigner une personne de confiance dans les conditions prévues à l'alinéa précédent. Cette désignation est valable pour la durée de l'hospitalisation, à moins que le malade n'en dispose autrement. 
Les dispositions du présent article ne s'appliquent pas lorsqu'une mesure de tutelle est ordonnée. Toutefois, le juge des tutelles peut, dans cette hypothèse, soit confirmer la mission de la personne de confiance antérieurement désignée, soit révoquer la désignation de celle-ci. »
- Le tuteur ou la curateur

Ces deux notions juridiques sont définies dans les articles tutelle et curatelle. Elles caractérises des mesures de protections juridiques par laquelle une personne se voit déléguer la représentation et l'assistance d'une autre personne ayant ses facultés altérées ou incapables de défendre ses intérêts, par exemple à la suite d'un accident ou du fait d'une maladie.
- Définition au niveau européen

La Confédération des Organisations Familiales de la Communauté Européenne (COFACE, soutenue par la Commission Européenne) a proposé en 2007 une Charte européenne de l’aidant familial dans laquelle il est fait référence à la formation et l’information des aidants. Le terme anglais pour désigner les aidants familiaux est « family carers »

## Actions dédiées aux aidants

### Mesures publiques
Un aidant familial peut bénéficier de différents accompagnements.
Il peut notamment être accompagné par une équipe soignante ou des travailleurs sociaux intervenant au domicile ou par les professionnels d'un établissement. Réglementairement, l'accompagnement des aidants ne fait pas partie des missions de nombreux services ou établissements (c'est notamment le cas des Services de soins infirmiers à domicile). Si le soin est dans les faits essentiellement centré sur la personne handicapée, malade ou dépendante, l'accompagnement de l'aidant prend par exemple une place centrale lorsqu'il s'agit d'accompagnement au domicile. C'est également le cas lors de l'accompagnement de personnes atteintes de maladies chroniques.
Évolution notable en 2009, dans le cadre de l'accompagnement de personnes atteintes de la maladie d'Alzheimer au domicile l'appel à projet rédigé pour la mise en place d'Équipes mobiles Alzheimer a officiellement reconnu l'importance d'accompagner la personne et l'aidant dans le cadre d'une prestation de soins d'accompagnement et de réhabilitation.
Un aidant peut également bénéficier :
- d'un congé de soutien familial, de 3 mois renouvelable une fois (soit 6 mois au total), non rémunéré, garantissant le retour à un poste équivalent dans l'entreprise (voir les articles D3142-9 à D3142-13 du Code du travail[26]). Le 30 septembre 2019, le gouvernement annonce qu'il souhaite expérimenter à partir d'octobre 2020, et pour deux ans, l'indemnisation du congé proche aidant à hauteur de 43,52 euros par jour pour une personne en couple, 52 pour une personne isolée[18]. Il est par ailleurs possible de percevoir une allocation journalière d'accompagnement d'une personne en fin de vie (AJAP) durant 21 jours au cours du congé. L'aide est versée par l'Assurance Maladie.
- d'une aide au placement temporaire de la personne âgée en EHPAD le temps du droit au répit permettant le repos de l'aidant familial

L'État a ouvert la possibilité d'une validation des acquis de l'expérience pour les aidants familiaux.
Un guide de l'aidant familial a été publié par la documentation Française et présente les dispositifs à destination des aidants.
En avril 2012, la CNSA formule des diagnostics et 21 préconisations d'actions dédiées aux aidants, posant ainsi pour la première fois les bases d'une politique cohérente en France.
À partir du 1er octobre 2020, les aidants proches bénéficient du "congé proche aidant". Le congé indemnisé est fixé à 3 mois, renouvelable jusqu'à un an.

### Appel en faveur des aidants
Un collectif de personnalités, dont l'ancienne ministre Paulette Guinchard-Kunstler, et le sociologue Serge Guérin a lancé l'Appel pour l'équité en faveur des aidants . L'objectif étant de valoriser le rôle des 10 millions d'aidants en soulignant qu'ils représentent une économie de 164 milliards d'euros pour la collectivité. L'Appel insiste aussi sur la nécessité d'ouvrir des droits spécifiques en matière de prévention santé et de maintien de droits sociaux pour les aidants bénévoles.

### Actions privées
De nombreuses structures de la sphère privée (mutuelles, institutions de prévoyance, Assurances...) mais aussi des fédérations ou association d'envergure nationale (Association française des aidants, le Collectif Inter-associatif d’Aide aux aidants familiaux (CIAAF)...) agissent pour l'accompagnement des aidants, et/ou la mise en perspective (d'un point de vue sociétal, psychologique et/ou sanitaire) de la condition des aidants.
Des maisons des aidants, dédiées aux aidants familiaux et intégrant accompagnement, conseil, aide au répit et formation des aidants ont commencé à être créées à partir de 2009 (par exemple à Nantes, ou à Bergerac), ou des plateformes de répits, intégrant l'accompagnement des personnes handicapées ou dépendantes et l'accompagnement des aidants (par exemple à Créteil) ont vu le jour.
Grâce à ces actions, la société à de plus en plus conscience du rôle des aidants familiaux. Il est fréquent de voir des émissions de télévision notamment qui les mettent en lumière (La minute des Aidants sur France 5). Ceux-ci  gagnent donc en visibilité et certains s'expriment au travers de sites et de forums qui leur sont destinés.